# Speak English or Die
Speak English or Die was het debuutalbum van het crossoverproject S.O.D.
Hoewel oorspronkelijk bedoeld als tijdelijk uitstapje en eenmalige grap, groeide de groep, en met name dit debuutalbum, uit tot een waar crossover-Icoon van de metalscene in de jaren tachtig van de 20e eeuw.
Zelfs het ontstaan van blastspeed-drums, die medio/eind jaren tachtig in grindcore en incidenteel deathmetal een vaste waarde werden (en in de jaren negentig in de black metal), wordt door velen mede toegeschreven aan de experimenten van drummer Charlie Benante (Anthrax) op dit album.

## Nummers

### Oorspronkelijk album
1. March Of The S.O.D.
2. Sargent "D" & The S.O.D.
3. Kill Yourself
4. Milano Mosh
5. Speak English Or Die
6. United Forces
7. Chromatic Death
8. Pi Alpha Nu
9. Anti-Procrastination Song
10. What's That Noise
11. Freddy Krueger
12. Milk
13. Pre-Menstrual Princess Blues
14. Pussy Whipped
15. Fist Banging Mania
16. No Turning Back
17. Fuck The Middle East
18. Douche Crew
19. Hey Gordy!
20. Ballad Of Jimi Hendrix
21. Diamonds And Rust

### Bonustrack 1995 CD editie
- Ram It Up(cover)

### Bonustrack 2000 CD editie
- Identity (nieuw nummer)
- Go (nieuw nummer)
- March Of The S.O.D. / Sargent D (Live In Tokyo)
- Kill Yourself (Live In Tokyo)
- Milano Mosh (Live In Tokyo)
- Speak English Or Die (Live In Tokyo)
- Fuck The Middle East / Douche Crew (Live In Tokyo)
- Not / Momo / Taint / The Camel Boy / Diamonds And Rust / Anti-Procrastination Song (Live In Tokyo)
- Milk (Live In Tokyo)
- United Forces (Live In Tokyo)
- (untitled) - (hidden track) (Live In Tokyo)
- (untitled) - (hidden track) (Live In Tokyo)